# 馬城県
馬城県（ばじょう-けん）は中華人民共和国河北省にかつて存在した県、現在の張家口市懐安県西部に相当する。
前漢により設置され、西晋により廃止されている。